# رویستون درنته
رویستون درنته (هلندی: Royston Drenthe؛ زادهٔ ۸ آوریل ۱۹۸۷) یک بازیکن فوتبال اهل هلند است.

## باشگاهی
از باشگاه‌هایی که در آن بازی کرده‌است می‌توان به فاینورد، هرکولس، رئال مادرید، و اورتون اشاره کرد.

## تیم ملی
وی همچنین در تیم ملی فوتبال هلند بازی کرده است.
وی در سن ۲۹ سالگی از دنیای فوتبال خداحافظی کرده و دنیای رپ قدم گذاشته